# Клепко Лариса Олександрівна
Лариса Олександрівна Клепко (нар. 16 лютого 1936 — ?) — українська радянська діячка, лікар, заступник головного лікаря 1-ї дитячої Луганської міської лікарні Луганської області. Депутат Верховної Ради УРСР 8-го скликання.

## Біографія
Освіта вища медична.
На 1960—1970-ті роки — заступник головного лікаря 1-ї дитячої Луганської міської лікарні Луганської області.
Потім — на пенсії у місті Луганську Луганської області.

## Нагороди
- ордени
- медалі